# Airblue
Airblue of Air Blue is een Pakistaanse luchtvaartmaatschappij met haar thuisbasis in Karachi. De luchtvaartmaatschappij werd opgericht in 2003 en begon op 18 juni 2004 met drie geleasete Airbus A320-200-vliegtuigen in dienst.

## Diensten
Airblue voert lijnvluchten uit naar: (december 2008)
Binnenland:
- Faisalabad, Gwadar, Islamabad, Karachi, Lahore, Pesjawar, Quetta.

Buitenland:
- Dubai, Manchester, Abu Dhabi, Muscat, Sharjah, Kuala Lumpur (vanaf zomer 2009), Kopenhagen (vanaf zomer 2009), Oslo (vanaf zomer 2009)

## Vloot
De vloot van Airblue bestaat uit: (december 2008)
- 4 A319-112
- 2 A320-200
- 2 A340-300

In 2008 bestelde Airblue 14 nieuwe Airbus A320's. Later werd deze geannuleerd en er werd uiteindelijk maar een A320 geleverd eind 2011 met de registratie AP-EDA.

## Incidenten en ongevallen
- 30 december 2008: incident met een Airbus A321 van Airblue die van Islamabad op weg was naar Manchester. Er waren 180 mensen aan boord. De bliksem sloeg in maar de bemanning wist het toestel veilig aan de grond te krijgen.[2]
- 28 juli 2010: een Airbus A321 van Airblue stortte neer in de buurt van de Pakistaanse hoofdstad Islamabad. Alle 152 inzittenden (146 passagiers en 6 bemanningsleden) kwamen om.[3]